# 1965 في العراق
فيما يلي قوائم الأحداث التي وقعت خلال عام 1965 في العراق.

## سياسة

### انتهاء فترة المنصب
- 3 سبتمبر – شامل السامرائي وزير الصحة (العراق).
- 3 سبتمبر – عبد الصاحب العلوان .

## برامج ومسلسلات وأنمي
- تحت موس الحلاق

## مواليد

### يناير
- 1 يناير – أبو أيمن العراقي.
- 1 يناير – حسن سالم عباس جبر سياسي عراقي.
- 1 يناير – حسين المؤيد.
- 1 يناير – دنيا ميخائيل.[1]
- 1 يناير – علي دواي لازم سياسي عراقي.
- 1 يناير – ليلى الشيخلي صحفية عراقية.
- 1 يناير – مهند سلمان السعدي.

### أبريل
- خالد المعالي – شاعر وصحفي ومترجم أدبي عراقي.

### يوليو
- 1 يوليو – محمد عبد الحسين لاعب كرة قدم عراقي.
- 21 يوليو – أحمد البحراني نحات.

### أكتوبر
- 10 أكتوبر – جمال الكربولي سياسي عراقي.

### نوفمبر
- 27 نوفمبر – بتول الخضيري روائية عراقية.

### تاريخ غير معروف
- حسين غازي السامرائي عالم دين وفقيه عراقي.

## وفيات

### يناير
- 1 يناير – داود الحيدري (مواليد 1886) سياسي عراقي.
- 1 يناير – رزوق غنام (مواليد 1882)
- 1 يناير – محمد تقي صادق (مواليد 1896)
- 1 يناير – محمد نجيب الربيعي (مواليد 1904) سياسي عراقي.

### يونيو
- 12 يونيو – عبد العزيز القصاب (مواليد 1882)

### أغسطس
- 28 أغسطس – رشيد عالي الكيلاني (مواليد 1892) سياسي عراقي.[2]